# Amy Landecker

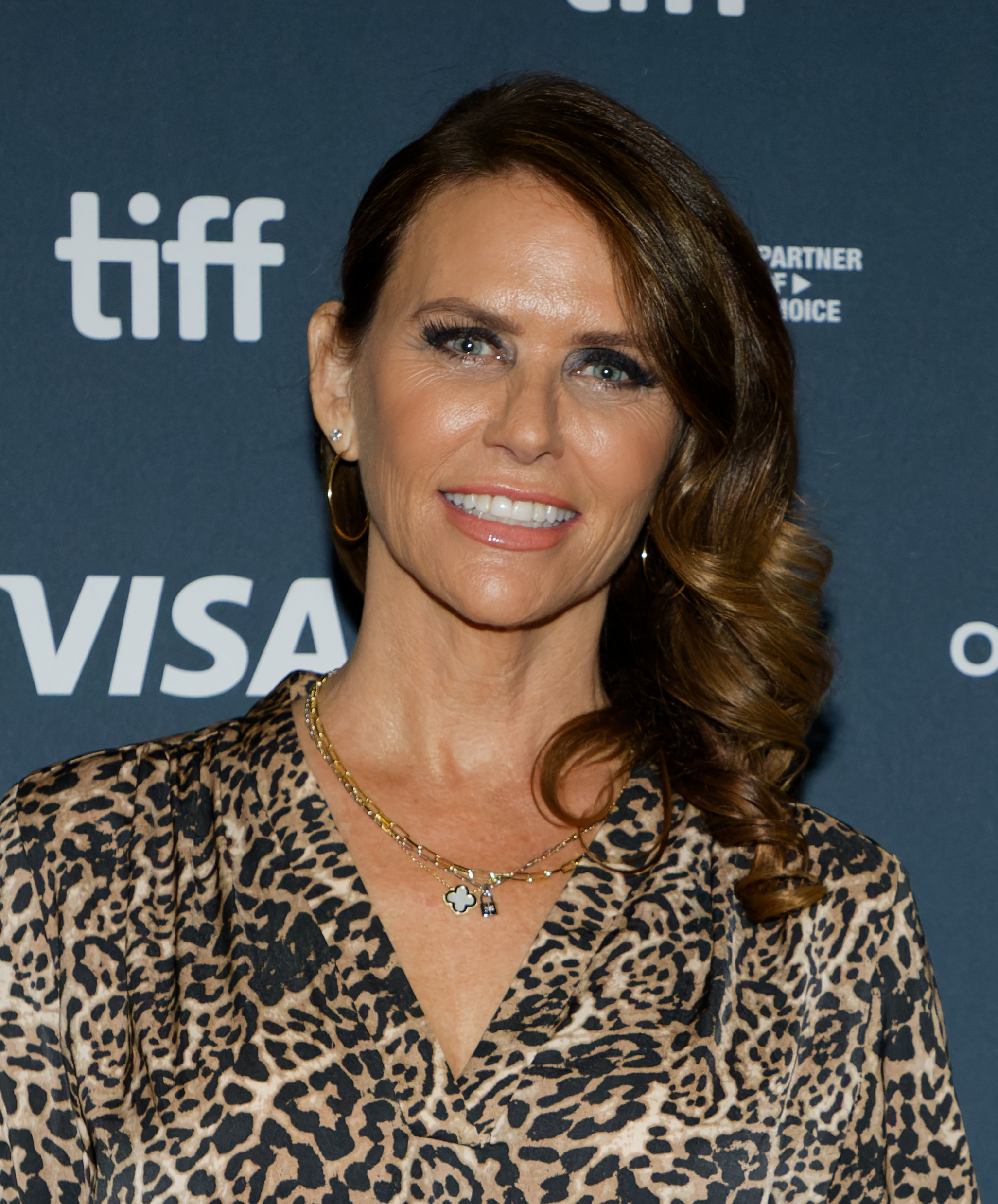
Amy Landecker (2024)

Amy Landecker (* 30. September 1969 in Chicago, Illinois) ist eine US-amerikanische Schauspielerin.

## Leben und Karriere
Amy Landecker ist die Tochter des durch das Radio bekannten John Records Landecker. Einer ihrer Urgroßväter mütterlicherseits ist der Richter Joseph Welch, der infolge der McCarthy-Ära bekannt wurde. Bevor sie begann, regelmäßig im Fernsehen zu erscheinen, war sie am Steppenwolf Theatre, am Goodman Theatre und im Vicory Gardens in Chicago auf der Theaterbühne zu sehen.
Ihre erste Fernsehrolle hatte Amy Landecker erst mit 28 Jahren im Jahre 1998 in dem Film Temporary Girl. Daraufhin folgten in den nächsten acht Jahren kleinere Auftritte, zum Beispiel in Allein gegen die Zukunft, Law & Order: Special Victims Unit und Conviction. 2007 verkörperte sie die Cindy Lamson in dem Film Dan – Mitten im Leben! sowie 2009 die Mrs. Samsky in A Serious Man. Ihre erste Serienhauptrolle hatte Landecker 2011 in der kurzlebigen NBC-Serie The Paul Reiser Show. In den folgenden Jahren absolvierte sie wiederum zahlreiche Gastauftritte in Serien. Kleinere wiederkehrende Rollen hatte sie in Revenge sowie als Louies Mutter in Louie. Von 2014 bis 2019 war sie neben Jeffrey Tambor in der mit mehreren Golden Globe Awards ausgezeichneten Webserie Transparent des VoD-Anbieters Amazon Video als Sarah Pfefferman zu sehen.

## Persönliches
Amy Landecker war bis 2011 mit Jackson Lynch verheiratet. Die beiden haben ein gemeinsames Kind.

## Filmografie (Auswahl)
- 1998: Temporary Girl
- 1999–2000: Allein gegen die Zukunft (Early Edition, Fernsehserie, 2 Folgen)
- 2003, 2005, 2025: Law & Order: Special Victims Unit (Fernsehserie, 3 Folgen)
- 2006: Conviction (Fernsehserie, Folge 1x07)
- 2007: Dan – Mitten im Leben! (Dan in Real Life)
- 2008: Law & Order (Fernsehserie, Folge 18x03)
- 2008: Mad Men (Fernsehserie, Folge 2x08)
- 2009: Medium – Nichts bleibt verborgen (Medium, Fernsehserie, Folge 5x08)
- 2009: A Serious Man
- 2010: Criminal Intent – Verbrechen im Visier (Law & Order: Criminal Intent, Fernsehserie, 2 Folgen)
- 2010–2014: Louie (Fernsehserie, 4 Folgen)
- 2011: The Paul Reiser Show (Fernsehserie, 7 Folgen)
- 2011: Navy CIS (NCIS, Fernsehserie, Folge 8x18)
- 2011: Dr. House (House, Fernsehserie, Folge 7x22)
- 2011: The Protector (Fernsehserie, Folge 1x04)
- 2011: Happily Divorced (Fernsehserie, Folge 1x07)
- 2011: Lass es, Larry! (Curb Your Enthusiasm, Fernsehserie, Folge 8x07)
- 2011: Prime Suspect (Fernsehserie, Folge 1x11)
- 2011–2012, 2014: Revenge (Fernsehserie, 3 Folgen)
- 2012: House of Lies (Fernsehserie, Folge 1x03)
- 2012: Private Practice (Fernsehserie, Folge 5x14)
- 2012: Retired at 35 (Fernsehserie, Folge 2x09)
- 2013: Vegas (Fernsehserie, Folge 1x12)
- 2013: Das Wunder von New York (All Is Bright)
- 2013: Genug gesagt (Enough Said)
- 2014–2019: Transparent (Fernsehserie, 39 Folgen)
- 2015: Project Almanac
- 2016: The Meddler
- 2016–2018: Trolljäger (Trollhunters, Fernsehserie, 36 Folgen, Stimme)
- 2017: Beatriz at Dinner
- 2017: Die Stunde des Killers (The Hunter’s Prayer)
- 2017: Flip the Script (Fernsehserie, Folge 1x02)
- 2017: Room 104 (Fernsehserie, Folge 1x08)
- 2018: Grey’s Anatomy (Fernsehserie, Folge 14x11)
- 2018: Alone Together (Fernsehserie, Folge 1x06)
- 2018: Ein Kind wie Jake (A Kid Like Jake)
- 2018: LA to Vegas (Fernsehserie, 3 Folgen)
- 2018: Co-Ed (Fernsehserie, 2 Folgen)
- 2019: Girls Weekend (Fernsehfilm)
- 2019: Snatchers
- 2019: She-Ra und die Rebellen-Prinzessinnen (She-Ra and the Princesses of Power, Fernsehserie, Folge 4x08, Stimme)
- 2019: Sneaky Pete (Fernsehserie, 3 Folgen)
- 2019: The Twilight Zone (Fernsehserie, Folge 1x09)
- 2019: The Handmaid’s Tale – Der Report der Magd (The Handmaid’s Tale, Fernsehserie, Folge 3x01)
- 2019: 3 Days with Dad
- 2019: Bombshell – Das Ende des Schweigens (Bombshell)
- 2020: Shithouse
- 2020: Project Power
- 2020: Kipo und die Welt der Wundermonster (Kipo and the Age of Wonderbeasts, Fernsehserie, 16 Folgen, Stimme)
- 2020–2023: Your Honor (Fernsehserie)
- 2021: Batman: The Long Halloween Teil 1 und 2 (Stimme)
- 2021: Trolljäger: Das Erwachen der Titanen (Trollhunters: Rise of the Titans, Stimme)
- 2021: The Croods: Family Tree (Fernsehserie, 6 Folgen, Stimme)
- 2022: Three Months
- 2022: I Love My Dad
- 2022: The Handmaid’s Tale – Der Report der Magd (The Handmaid’s Tale, Fernsehserie, 2 Folgen)
- 2022: Gaslit (Fernsehserie, Folge 1x06)
- 2022: Ramy (Fernsehserie, Folge 3x06)
- 2022: Minx (Fernsehserie, 3 Folgen)
- 2022: Chivalry (Fernsehserie, 2 Folgen)
- 2023: Missing
- 2024: I Wish You All The Best
- 2025: For Worse